# Pandeireteiras
As pandeireteiras ou cantareiras são um agrupamento musical feminino típico da música tradicional galega, que utiliza as pandeiretas como principal acompanhamento instrumental. Já no século XVIII, frei Martín Sarmiento destacava essa presença feminina protagonista como um "fato diferencial" da Galiza em contraste com Castela e Portugal.
Atualmente, diversos livros ressaltam esse papel central nas festas populares: tanto na criação de coplas e cantares quanto no acompanhamento com as pandeiretas.

## Origem
As formações de pandeireteiras tiveram origem nos trabalhos de ajuda mútua realizados na sociedade agrária anterior ao século XIX. Ao final dessas tarefas coletivas de inverno, como os fiadeiros, costumava haver uma celebração com música e dança. Embora, por vezes, pudesse comparecer algum gaiteiro ou acordeonista, era geralmente às mulheres que cabia a responsabilidade de fornecer a música para o baile, utilizando os instrumentos de percussão que tinham à disposição: ferrinhos, pandeiretas, pandeiras e adufes.
Nessas festas nas aldeias, raramente havia mais de três ou quatro cantareiras, que iam tocando e entoando cantigas por turnos, de forma que todas pudessem participar do baile. As peças seguiam uma ordem preestabelecida: primeiro vinham os bailes soltos, jotas e muinheiras, e depois os agarrados, com um repertório atualizado segundo as músicas da moda, como pasodobles, polcas, mazurcas, entre outras, adaptadas e incorporadas assim à tradição galega.
Quando, no final do século XIX, os coros galegos iniciaram um trabalho de compilação e valorização dessas músicas populares, consolidou-se a imagem do gaiteiro acompanhado de tambor como representação icônica do folclore tradicional, ignorando as cantadoras femininas. Isso deve-se ao fato de que o gaiteiro era uma figura reconhecível, que exercia sua atividade no espaço público, festas, romarias, procissões etc. — enquanto as pandeireteiras tocavam em casa, no espaço privado, como mais uma das tarefas próprias das mulheres rurais.
A Guerra Civil Espanhola e as mudanças sociais da pós-guerra, especialmente a emigração da juventude, provocaram uma quebra na cadeia de transmissão do património oral. As festas tradicionais, seráns, foliadas, ruadas, polavilas, entre outras, foram desaparecendo aos poucos, até quase sumirem, e com elas a música das pandeireteiras. 
Quando, na década de 1970, uma nova geração retomou os trabalhos de recolha, encontrou ainda preservada, pelas mulheres idosas das aldeias, toda essa riqueza cultural. Apesar de também existirem alguns cantadores, historicamente foram elas as verdadeiras transmissoras e criadoras da tradição lírica galega moderna. Isso pode ser constatado na revisão dos trabalhos de campo, especialmente no mais importante deles: o Cancioneiro Popular Galego, da musicóloga suíça Dorothé Schubarth, onde a maioria das informantes são mulheres.

## Recuperação
As primeiras pandeireteiras a subirem a um palco como conjunto musical foram as Pandeireteiras de Buxán, do município de Rois. No ano de 1963, numa época em que, nas romarias, apenas se apresentavam grupos de gaiteiros, o grupo foi formado ex profeso para cantar na popular romaria do Santiaguíño de Padrón, onde atuaram durante 15 anos consecutivos. Tratava-se de um grupo misto, formado por 5 ou 6 mulheres e 2 homens, e foi o primeiro a receber receber dinheiro pelas suas apresentações, algo inusitado, já que as pandeireteiras não costumavam cobrar: tocavam apenas em festas improvisadas. O sucesso do conjunto foi fulgurante, levando à criação de uma segunda formação com o mesmo nome, e sendo convidados a tocar também nas aldeias vizinhas.
Já nos anos 1970, o folclorista Manuel Cajaraville entrou em contacto com as pandeireteiras da vila de Mens, em Malpica. Incorporou-as ao espetáculo do Agrupación Folclórica Aturuxo, do qual era diretor, realizando com elas uma série de concertos pela Europa e América do Norte. As Pandeireteiras de Mens tocaram posteriormente com o grupo Milladoiro, com quem participaram na tournée do décimo aniversário da banda.
Nos anos 80, as formações de pandeireteiras espalharam-se por toda a Galiza. O primeiro agrupamento folclórico a incorporá-las foi o corunhês Xacarandaina. Seguindo seu exemplo, muitos outros fizeram o mesmo, como Cantigas e Agarimos de Compostela, cujas pandeireteiras participaram do disco Galicia no País das Maravillas de Milladoiro em 1986. Mais adiante surgiram formações independentes, como as pioneiras Leilía, Xiradela ou Faltriqueira. O surgimento, nos anos 90, da CRTVG, com programas como Luar e Alalá, popularizou definitivamente o fenômeno. Hoje em dia, existem inúmeros grupos de pandeireteiras espalhados por toda a geografia galega, além de formações mistas, como Pandeireteiras sen Fronteiras, e até exclusivamente masculinas, como Pandeiromus ou Maghúa.
Em 2021, por iniciativa de Mercedes Peón, com o apoio da câmara municipal de Carballo e da Deputação da Corunha, surgiu o projeto “Somos Pandeireteiras”, que visava a criação de um espaço de comunicação e encontro entre pandeireteiras. Em 2023, o projeto transformou-se numa associação que reunia as tocadoras.

### Alguns nomes mais
Algumas das cantareiras mais conhecidas são as já nomeadas e as seguintes: Teresa Lema, Adela Rey, Aida e Rosa de Moscoso, Felicia de Fofe, Ermelinda do Muíño, Concha de Luneda, Maruxa das Cortellas, Señora Carmen, Xosefa de Bastavales e Teresa dos Cucos.

## Dia das Letras Galegas
No dia 5 de julho de 2024, a Real Academia Galega decidiu dedicar o Dia das Letras Galegas de 2025 às cantareiras e à poesia popular. Foram nomeadas como homenageadas: Adolfina e Rosa Casás Rama (de Cerzeda), Eva Castiñeira (de Mogia) e as Pandeireteiras de Mens, Teresa García Prieto, Prudencia e Assunção Garrido Ameixenda, e Manuela Lema Villar (de Malpica de Bergantiños).